# Буланчик Євген Микитович
Євген Микитович Буланчик (3 квітня 1922, Горлівка, Донецька губернія — 17 листопада 1995, Київ) — радянський спортсмен і тренер; Заслужений майстер спорту СРСР (1955), Заслужений тренер Української РСР (1962), Заслужений тренер СРСР (1968), кандидат педагогічних наук (1975). Автор робіт на спортивну тематику.

## Біографія
Народився 3 квітня 1922 року в місті Горлівка Донецької губернії (нині — Донецька область).
Незабаром після закінчення Ворошиловградського технікуму фізкультури був призваний до Червоної армії й пішов на фронт Німецько-радянської війни. Гвардія старший сержант. Був поранений, війну закінчив у Берліні у складі 120-ї гвардійської дивізії; нагороджений медаллю «За відвагу» (30.01.1945) та орденом Вітчизняної війни II ступеня (06.11.1985).
"…Під час атаки фашистська куля пройшла наскрізь коліно Є. Буланчика. Лікарі говорили, що його нога ніколи не буде згинатися. (З книги «Вам, молодим»: Зб./ уклад. М. В. Богданова. — М.: Фізкультура і спорт, 1988..)
Демобілізувавшись, приїхав до Києва. 1949 року закінчив Київський інститут фізичної культури, в якому згодом працював — з 1974 по 1984 роки був доцентом кафедри легкої атлетики.
В інституті займався бігом. Ставав 11-кратним чемпіоном, а також багаторазовим рекордсменом та призером першостей СРСР з легкої атлетики; був чемпіоном Європи у бігу на 110 м з бар'єрами (1954). Тренувався у заслуженого тренера СРСР — З. П. Синицького. Виступав за спортивні товариства «Восход» та "Спартак Донецьк), «Більшовик» та «Іскра» (Київ).

## Тренер
Після закінчення виступів на біговій доріжці Євген Микитович зайнявся тренерською діяльністю. Був старшим тренером збірних команд України (1958—1980) та СРСР (1960—1976) у бігу на 100 м з бар'єрами у жінок, а також на 110 і 400 м у чоловіків. Серед його вихованців — В'ячеслав Скоморохов, Заслужений майстер спорту СРСР.
Помер 17 листопада 1995 року у Києві.
Був автором книг «Бар'єрний біг на 110 м» (1955), «Бар'єрний біг» (1968), «Коло з бар'єрами» (1975), «Бар'єри популярності» (1976).
Кавалер ордену «Знак Пошани».

## Нагороди
- Орден Вітчизняної війни II ступеня (06.11.1985)
- Орден «Знак Пошани» (27.04.1957) — "за успіхи, досягнуті у справі розвитку масового фізкультурного руху в країні, підвищення майстерності радянських спортсменів та успішний виступ на міжнародних змаганнях "
- медаль «За відвагу» (30.01.1945)